# Samuel Dodd
Samuel Calvin Tate Dodd (* 20. Februar 1836 in Franklin, Pennsylvania; † 30. Januar 1907 in Pinehurst, North Carolina) war ein US-amerikanischer Rechtsanwalt. Von 1881 bis 1905 arbeitete er für die Standard Oil Company.

Samuel Calvin Tate Dodd (1836–1907)

## Jugend und Ausbildung
Samuel Dodd war der Sohn von Levi und Julia Parker Dodd. Nach dem Schulbesuch in Franklin lernte er das Druckerhandwerk bei der örtlichen Wochenzeitung. Später studierte er an der Waterford Academy und dem Jefferson College in Washington, Pennsylvania (heute: Washington & Jefferson College). Zurück in Franklin unterrichtete er 1857 an einer Schule und lernte bei einem Rechtsanwalt. 1859 erhielt Dodd seine Zulassung als Anwalt. Im gleichen Jahr fand Edwin L. Drake im nahe gelegenen Titusville die erste Ölquelle.
Dodd hatte auch eine musische Seite. Er verfasste 1860 das erste Gedicht über das Rohöl, The Land of Grease, als Parodie auf Lord Byrons Gedicht Isles of Greece.
1860 heiratete er Mary E. Greer, mit der er zwei Kinder hatte und die 1873 verstarb. 1877 heiratete er Melvina Smith, die ihm ebenfalls zwei Kinder gebar.

## Beruf
Als sich die Ölindustrie in Pennsylvania entwickelte, wurde er ein gefragter Anwalt. Er wickelte Kauf- und Pachtverträge ab, kannte sich gut in Gesellschaftsrecht aus und vertrat Streitfälle vor dem Gericht in Franklin. Er hatte schnell einen guten Ruf auf den Feldern der Ölpioniere. 1872 wurde er als Delegierter in die Pennsylvania Constitutional Convention gewählt, wo er eine führende Rolle bei einigen Änderungen zur Verfassung des Bundesstaates einnahm.

## Die Arbeit für Standard Oil
Als Dodd 1881 in die Dienste der Standard Oil Company trat, fand er folgende Lage vor: Rockefeller hatte sich seit Beginn seines Geschäftslebens mit Partnern zusammengeschlossen, weil er allein nie ausreichend Kapital hatte. Als er ins Ölgeschäft mit einer Raffinerie einstieg, gründete er 1870 die Standard Oil Company of Ohio und jeder der Mitbegründer erhielt shares (Anteile, die in der Firma verbleiben mussten) gemäß dem eingebrachten Kapital. Hauptaktionäre waren: John D. Rockefeller: 30 %, Samuel Andrews: 16,67 %, Henry Flagler: 16,67 %, William Rockefeller: 13,34 %, Stephen V. Harkness: 13,34 %, O. B. Jennings (Schwager von William Rockefeller): 10 %.
1872 bildete er mit seiner Cleveland Standard Refinery, der Acme Oil Company of New York (located at Titusville), Imperial Oil Company in Oil City, Atlantic Refining Company of Philadelphia, Camden Company of Maryland, Charles Pratt & Co. of New York, J. A. Bostwick & Co., Sone & Fleming Manufacturing Company, Warden, Frew & Co. of Philadelphia, und der Baltimore United Oil Company of Baltimore eine Allianz: die Central Association of Refiners.
Bis 1873 hatte Standard Oil etwa 80 Prozent der Raffineriekapazitäten in Cleveland erworben, was in etwa einem Drittel in den USA entsprach. Als das Bankhaus Jay Cooke & Company in Philadelphia, Finanzier für den Bau von Eisenbahnlinien, 1873 in Konkurs ging, löste dies einen Börsencrash und damit eine Rezession aus, die sechs Jahre andauerte. Standard Oil konnte diese Situation nutzen und viele Raffinerien in der Öl-Region von Pennsylvania, Pittsburgh, Philadelphia und New York, die vor dem Bankrott standen, aufkaufen. Auch diese Firmen wurden Bestandteil von Standard Oil.
Standard Oil hatte sich zunächst auf horizontale Integration (d. h. auf der gleichen Stufe der Produktion) durch Erlangung der Kontrolle über andere Öl-Raffinerien konzentriert. Aber dann zeigte sich bald die Notwendigkeit einer vertikalen Integration (d. h. auch auf andere Stufen der Erzeugung und Verteilung), hauptsächlich durch den Erwerb von Pipelines, Eisenbahnkesselwagen, Terminalanlagen und Ölfässer-Fertigungsbetrieben. Hier zog schnell der eine Betrieb den anderen nach sich. Oberste Ziele waren jedoch immer die Qualitätsverbesserung und die Verbilligung des Produkts.
Die Ziele der Vereinigung (Allianz) waren lt. Dodd:
A Die Transportkosten zu senken sowohl vor Ort als auch zu den Seehäfen
- 1. indem sie ihr Rohrleitungssystem verbesserten und ausbauten;
- 2. durch den Bau und die Bereitstellung von Tankwaggons, mit denen das Öl kostengünstiger transportiert  und die Kosten für die Barrels eingespart werden konnten
- 3. Öltanks zu bauen, in denen das Öl gelagert werden konnte
- 4. Ankauf und Ausbau von Terminals für die Ankunft, das Handling und die Verschiffung von Öl
- 5. Ankauf und Bau von Schleppern und Leichtern für den Hafen und der Schifffahrt auf Flüssen
- 6. Bau von Werften, Docks und Lager für die Verschiffung ins Ausland

B. Die Herstellung einer besseren Qualität von Öl für die Beleuchtung zu einem günstigen Preis, indem das Wissen, die Erfahrung und das Geschick aller Beteiligten eingebracht wurde, ebenso wie ihre geheimen Herstellungsprozesse und Patente. Durch den Bau von Fabriken in einem ausgedehnten und perfekten Umfang mit verbesserten Maschinen und Geräten.
C. Mit der Vereinigung der Raffinerien ergab sich auch die Notwendigkeit der Herstellung von dazugehörigen Materialien, wie Barrels, Kanister aus Zink und Kisten für deren Verpackung, Farbe, Klebstoff und Schweflige Säure – alles in großem Umfang und mit den besten Maschinen für die Kostenersparnis.
D. Beschäftigung der besten wissenschaftlichen und technischen Mitarbeiter zur Verbesserung und Erforschung von Erzeugnissen aus Rohöl/Petroleum und durch Gewinne aus diesen Nebenprodukten zur Verbilligung des Petroleums für die Beleuchtung beizutragen.
E. Vertreter zu beschäftigen, die neue Märkte auf der ganzen Welt erschließen und die Menschen überall von der Sicherheit und den geringen Kosten von Petroleumöl überzeugen und die billigste und beste Methode in Erfahrung zu bringen, um die Bevölkerung dann damit zu versorgen.
E. Durch all die aufgezählten Wege soll die Versorgung mit Öl und deren Nebenprodukten erhöht und dadurch der Preis für den Verbraucher gesenkt werden.
Um diese Ziele durchzuführen, war ein Zusammenschluss unbedingt notwendig, denn hierfür waren Millionen von Dollar erforderlich. Wie viel Geld benötigt wurde, war den Partnern damals nur unzureichend klar. Es erwies sich, dass allein für die Rohrleitungen und Tanklager 30 Millionen $ aufgebracht werden mussten.

## Der Standard Oil Trust
Ein Trust war eine Vereinbarung, wonach die Aktionäre in einer Gruppe von Unternehmen ihre Anteile an Treuhändern übertragen, die alle Unternehmen kontrollierten. Im Gegenzug erhielten die Aktionäre Zertifikate, die sie zu einer bestimmten Beteiligung am Konzernergebnis der gemeinsam verwalteten Unternehmen berechtigten. Das Konzept eines Trusts wurde erstmals von Samuel Dodd für Standard Oil vorgeschlagen.
Das Dokument zur Gründung des Standard Oil Trusts wurde am 2. Januar 1882 unterzeichnet. Jeder Aktionär der Allianz erhielt 20 Trust-Zertifikate für jede Aktie der bisherigen Standard Oil Company of Ohio.

Übertragung der 34.993 shares von jeweils $100 von Rockefeller an die Trustees of Standard Oil Trust

Für den Trust wurde ein Verwaltungsrat von neun Treuhändern eingerichtet, der die Kontrolle über alle Besitzungen der Standard Oil und ihre zahlreichen Tochtergesellschaften erhielt. Die ersten 9 wurden im Gründungsvertrag benannt mit:
- John D. Rockefeller, Oliver H. Payne und William Rockefeller,  Amtszeit bis 1885;
- Jabez A. Bostwick, Henry M. Flagler und W. G. Warden, Amtszeit bis 1884;
- Charles Pratt, Benjamin Brewster und John D. Archbold, Amtszeit bis 1883.

Auf der Jahresversammlung wählten dann die Zertifikatsinhaber für die Ausgeschiedenen drei neue Trustees für jeweils drei Jahre. Das Kuratorium wählte aus ihrer Mitte den Vorsitzenden. Die Treuhänder ernannten die Direktoren und leitenden Angestellten für jedes der zugehörigen Unternehmen. Sie konnten Ausschüsse einrichten und Rechtsanwälte sowie weitere Berater einstellen. Alle Gewinne dieser Unternehmen wurden den Treuhänder überwiesen, die die Dividenden beschlossen. Diese Anordnung erlaubte allen Unternehmen unisono als äußerst diszipliniertes Monopol zu arbeiten.
Rockefeller übertrug mit einer Aktie datiert 23. Dezember 1882 von der Standard Oil 34.993 shares von jeweils $100 an die Trustees of Standard Oil Trust. Der Text darauf lautet:
Organized under the Manufacturing Laws of Ohio
Standard Oil Company. Capital Stork $3.500.000. all paid. 35.000 shares $100 each.
This is to certify that Trustee of Standard Oil Trust is entitled to thirty four thousand nine hundred ninety three Shares of One Hundred Dollars each in the Capital Stock of the Standard Oil Company, transferable on the Books of the Company in person or by Attorney only on the Surrender of this Certificate and due payment of all liabilities on the part of the holder to the Company subject to the provisions of Laws and the By Laws of the Company. This Certificate is valid only when signed by the President and Secretary.
Cleveland O. Dec. 23 1882
Signed: H. M. Flagler Sect.                                J. D. Rockefeller Presi.
Bei Gründung bestand der Trust aus 40 Personen und aus 15 Firmen, die wiederum Anteile (shares) an weiteren Firmen besaßen. Das Gründungskapital betrug $70.000.000 und wurde später auf $95.000.000 erhöht. Noch im Gründungsjahr 1882 erklärte der Ohio Supreme Court den Standard Oil Trust als ein illegales Monopol und ordnete seine Auflösung an. Diese zog sich jedoch aus verschiedenen Gründen über Jahre hin. Innerhalb von 7–8 Jahren kam der Standard Oil Trust in Besitz von den meisten Firmen, die mit der Petroleumindustrie in Verbindung standen und hatte damit sein angestrebtes Ziel erreicht.
1891 erhob der Generalstaatsanwalt von Ohio Anklage gegen den Standard Trust wegen Verstoß gegen das Gesellschaftsrecht, u. a. hätten “All the owners and holders of its capital stock, including all the officers and directors of said defendant company, signed said agreements without attaching the corporate name and seal.” (Alle Besitzer und Halter vom Kapital stock, einschließlich aller ihrer Vertreter und Direktoren der genannten Firma haben besagte Vereinbarungen getroffen, ohne den Firmennamen und Siegel hinzuzufügen.) Sie hätten Privilegien, Rechte und Verkaufsrechte ausgeübt, die ihm (dem Trust) nicht übertragen worden waren. Die Beklagten dagegen meinten, dass sie auch ohne Einzelverträge hinreichend Gesellschaftskonformes Verhalten gezeigt haben, das die Notwendigkeit formalen gesellschaftlichen Handelns überflüssig mache, wie die Annahme von Gesellschaftsbeschlüssen oder die Zeichnung eines Namens. (“Have we not shown sufficient actual corporate conduct to obviate überflüssig machen the necessity for formal corporate action, such as the adoption of resolutions or the signing of a name?”) Mr. Monnet, der Generalstaatsanwalt in Ohio, gab an, dass allein die Trustees insgesamt 466.280 Trustzertifkate besaßen und Rockefeller noch einmal über die Hälfte davon. Das machte 723.138 von insgesamt 972.500 Zertifikaten. Um einer Verurteilung zur Auflösung des Trusts zuvorzukommen, gaben 1892 die Trustees und John D. Rockefeller eine Vereinbarung zur Auflösung des Trusts dahingehend bekannt, dass alle Anteilseigner ihre Anteile dem darin benannten Rechtsanwalt John Besinger zu übergeben haben. Es wurde festgehalten, dass Rockefeller seine 256.854 shares, die er am 1. Juli 1892 besaß von insgesamt 972.500 shares übergab.

20 Firmen in der Standard Oil of New Jersey 1899

Am 5. Mai 1893 traf Amerika mit dem „Industrial Black Friday“ nach 1873 eine weitere schwere Wirtschaftskrise, und die folgenden drei Jahre waren durch Depression und Unsicherheit geprägt.

## Verlagerung nach New Jersey
Der Trust wurde aufgelöst und die zuletzt 34 Firmen der Allianz in nunmehr 20 Gesellschaften der in New Jersey neu organisiert. Im Jahre 1899 wurde Standard Oil als Holdinggesellschaft in Bayonne, New Jersey, unter dem Namen Standard Oil Company of New Jersey etabliert. Die Standard Oil Company of New Jersey besaß $100 Mio. als „common stock“ und $10 Mio. „preferred stock“ und war berechtigt, das Kapital (stock) von jeder der verschiedenen Gesellschaften zu besitzen, die mit der Standard Oil Company verbunden waren und von allen Parteien zu kaufen, die solchen stock besitzen, wann immer sie diesen zu verkaufen wünschten.
Die Aktien von Standard Oil wurden zu keiner Zeit an der Börse gehandelt.

## Gegner des Sherman Antitrust Act
Dodd war ein strikter Gegner des Sherman Antitrust Act, seit der Entwurf des Gesetzes 1876 bekannt wurde. Nach seiner Meinung würde, wenn ein Gesetz erlassen wird, das verbietet, dass Personen bzw. Firmen, die im gleichen Geschäft tätig sind, sich über Preise verständigen oder zusammenschließen dürfen, das jährliche Einkommen aus dem Ölexport nicht 50 Millionen betragen können. Ohne das Rohrleitungssystem, den billigen Transport und die Verbesserungen in der Herstellung könnten die amerikanischen Märkte in Europa und Asien gegen Russland kein Jahr bestehen. Russisches Öl kam nicht nur in Russland und im Orient auf den Markt, sondern auch in Österreich, Deutschland und sogar in England. Seitdem musste die russische Konkurrenz in jedem Winkel der östlichen Hemisphäre bekämpft werden. Bis 1879 hatten die Nobel-Brüder mit Unterstützung der Rothschild-Bank in Baku 195 Raffinerien errichtet, die 1,4 Millionen barrels pro Jahr produzierten.
Die von Senator John Sherman aus Ohio eingebrachte Vorlage wurde am 20. Juni 1890 vom Senat in Washington als Gesetz verabschiedet.
Als sich John D. Rockefeller im September 1905 aus der Firmenleitung zurückzog, verließ auch Dodd die Standard Oil und ging in den Ruhestand. Er verstarb am 30. Januar 1907 in seinem Wintersitz in Pinehurst in North Carolina und wurde auf dem Friedhof seiner Heimatstadt Franklin beigesetzt.

## Veröffentlichungen
- Samuel C. T. Dodd: Combinations: their uses and abuses, with a history of the Standard Oil Trust. An argument relative to bills pending before the New York legislature, based upon testimony given before the Senate Committee on General Laws (1888)
- Samuel C. T. Dodd: History of the Standard Oil Combination – Seite 21